# Inconnu, présumé français

Inconnu, présumé français est un téléfilm français réalisé par Philippe Rostan et diffusé en 2009.

## Synopsis
Ils sont nés pendant la guerre d'Indochine d'une mère vietnamienne et d'un père inconnu présumé français.

## Fiche technique
- Réalisation : Philippe Rostan
- Producteur Filmover production
- Scénario : Philippe Rostan
- Musique: Charlie Nguyen Kim
- Mixage : Bruno Tarrière
- Montage : Nguyen Minh Tâm
- Cadreur : Charles Rostan
- Images : Wilfrid Sempé
- Durée : 90 minutes
- Dates de diffusion :
  -  France : 6 avril 2009

## Distribution
- Jacques Maurice : Lui-même
- Roger Maurice : Lui-même
- Jeanne Maurice : Elle-même
- Maurice Loaique : Lui-même
- Noelle Lepage : Elle-même
- René Fairn : Lui-même
- Henri Moller : Lui-même

## Autour du film
- Inconnu, présumé français est le tout premier film qui raconte l'histoire restée longtemps tabou des enfants nés pendant la guerre d'Indochine.
- Dans ce film on peut voir les thèmes récurrents de Philippe Rostan : le métissage, la guerre du Viêt Nam, l'identité française.